# Mi-14 (航空機)
Mi-14
ポーランド海軍のMi-14
- 用途：対潜ヘリコプター
- 製造者：ミル設計局
- 初飛行：1969年9月
- 運用開始：1975年
- 運用状況：現役

Mi-14は、ソビエト連邦のミル設計局で開発されたヘリコプターである。NATOコードネームは「ヘイズ」(Haze)。海軍・洋上作戦向けの機体であり、対潜哨戒及び捜索・救難に用いられている。

## 概要
Mi-8から発展したヘリコプター。基本機体形状はMi-8を踏襲し、胴体の上にターボシャフトエンジン2基を搭載し、尾部ローターは胴体上部より細長く突き出たテールブームの先にある。相違点は、降着装置は引き込み脚、テールローターが左側に移され、胴体を水密構造とし下部を艇体型に、主脚を収納するスポンソン(張り出し部分)に膨張式フロートを装備、テイルブーム後端にゴムパック式のフロートが装備され、着水も可能になっている。魚雷・爆雷等は、胴体内に搭載し、底部を開き投下される。また、レーダーは胴体前部下側に取り付けられている。
核爆弾を搭載でき、殆ど半径1km以内の潜水艦を破壊できる。
対潜作戦型PLのほか、機雷掃海型BT、捜索救難型PS、民間型Pを含め300機が製造された。内現役にあるのは44機だとされる。

## 近代化・生産再開の検討
Mi-14は1980年代に生産は停止されていたが、カザンヘリコプター工場において近代化型の再生産が計画されている。当時の国防次官 ユーリ・ボリソフによると近代化型Mi-14はデジタル化、現代のアビオニクスの装備、新しいVK-2500エンジンを搭載が想定されているという。またTechmashのセルゲイ・ルザコフによると武装としてザゴン2を受け取るとしている。
予備的な分析によればMi-14の再導入に、ロシア最北端の民間事業者や石油・ガス産業、国軍が興味を示すだろうとしている。

### 年表
2015年7月、ロシアンヘリコプターズがMi-14の生産を再開できると報道。国防次官（当時）のユーリー・ボリソフは同年9月にロシア海軍航空隊向けの新たなバージョンのMi-14水陸両用ヘリコプターの供給をできるだけ早く再開することを期待していると発言した。
2015年11月、ロシアンヘリコプターズの事業開発担当次長のAlexander ShcherbininはMi-14の国防省を含む市場での需要に関するフィージビリティ・スタディおよび資金源はすべて検討中であり、Mi-8ヘリコプターの近代化型と並んで代替可能性も検討していると述べ、このプログラムはロシアヘリコプターズの優先事項であるとした。
2016年5月、ユーリ・ボリソフは記者団にMi-14の生産再開を計画していると述べた。
2017年6月、ロシアヘリコプターズのアンドレイ・ボギンスキーは記者団に対し、Mi-14の生産の再開についてロシアヘリコプターズとロシア国防省との間で議論される予定であると述べた。その後7月にロシアンヘリコプターズはロシア国防省がこのロータークラフトに興味を持っているなら、ロシアンヘリコプターズは新しい水陸両用ヘリコプターを設計する準備が整っているとタス通信に対し語った。また、同社は「ロシア国防総省が直面している課題を考慮すると改良型Mi-14と先進的な水陸両用ヘリコプターの両方が必要であるとの見方がある」と言及した。
2017年8月、ユーリ・ボリソフは近い将来、Mi-14の近代化か、新しい水陸両用ヘリコプタープロジェクトか、あるいはその両方かを決定する必要があると述べた。同月にロシアンヘリコプターズはこの種のヘリコプター（対潜水陸両用ヘリコプター）の需要に注目し、既存のMi-14を近代化し、先進的な水陸両用ヘリコプターを開発する準備ができていることを表明した。
2018年5月、ロシアン・ヘリコプターズのウラジスラフ・サヴェリエフはロシア国防省との間でMi-14の近代化の問題について詳細に検討しており、試験設計作業の開始の決定は年末までに採択されるだろうと発言した。
2018年8月、アルミヤ-2018においてロシアヘリコプターズはMi-14PLの近代化を開始する準備ができていると発表した。同社は、これらの構成と範囲についての最終的な決定は、ロシア国防省に残されており、まだ採用されていないと指摘し、協議中だと述べた。

## 派生型

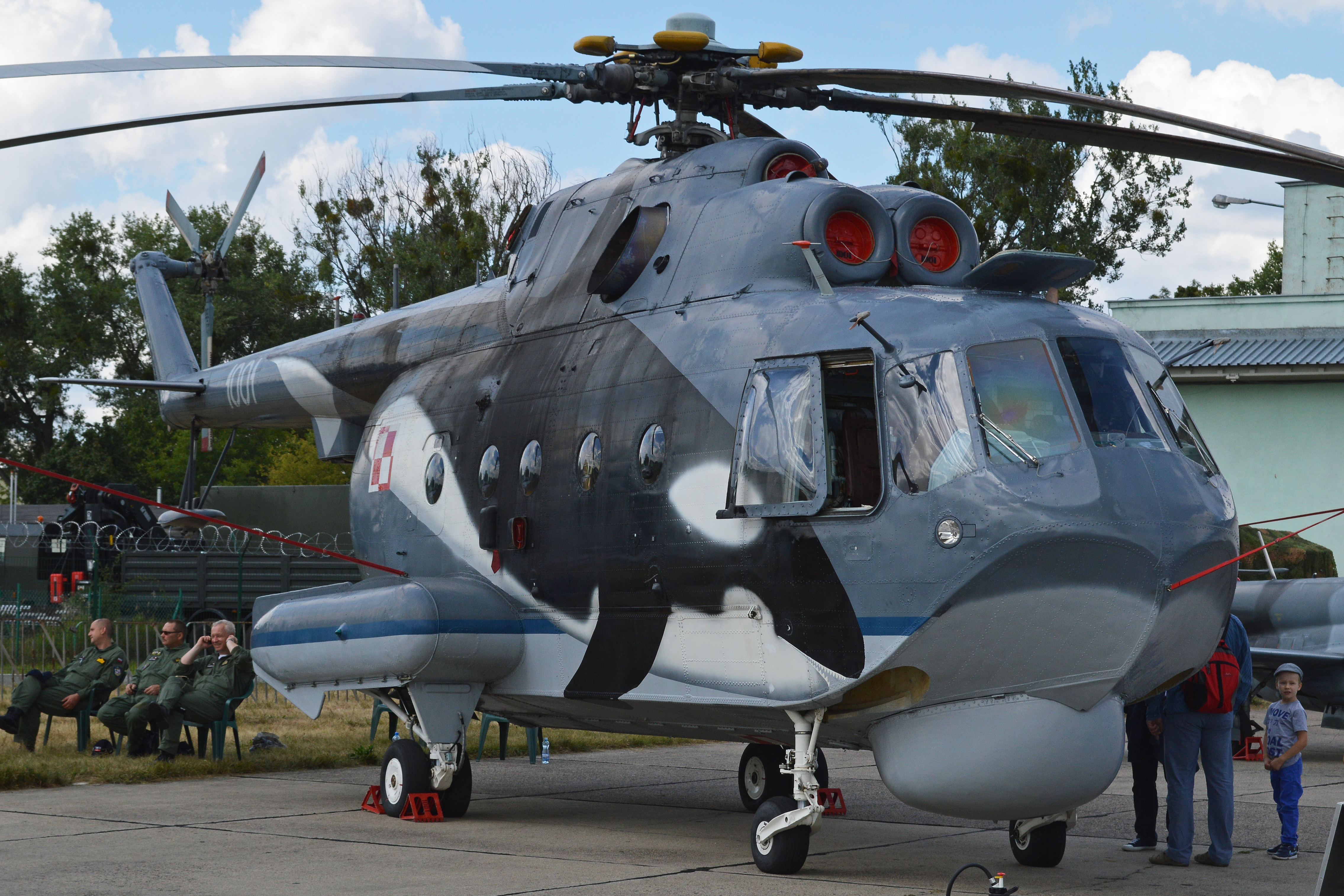
Mi-14PL

V-14
試作・原型機。
Mi-14PL「ヘイズA」
対潜哨戒型。機首下面に12-M捜索レーダー、胴体後部にAPM-60曳航式MAD(磁気探知機)、OKA-2ソノブイを装備、胴体内武器庫に航空爆雷、AT-1対潜魚雷またはAPR-2対潜魚雷などを搭載。
Mi-14PL ストライク
Mi-14PLにKh-23空対地ミサイルを装備した型。
Mi-14PLM
対潜哨戒型の改良型。レーダーやソナー、コンピュータなどを更新。生産機数は限られている。
Mi-14PŁ（Mi-14PW）
ポーランド海軍向け改良型。対潜器材を降ろし、捜索・救難用途に用いられた。
Mi-14PŁ/R（Mi-14PW/R）
捜索救助型。燃料、水および電気設備の再建、生存者の輸送のためのキャビンの適応、レスキューバスケットの運用を可能にするためのサイドドア拡張、操縦士のコックピットと輸送キャビンで独立した温度制御が可能な広範囲の空調システムの装備を行っている。また新しい気象レーダー、SPG-300デッキクレーン、3つのサーチライトが装備され、GPS、ラジオ高度計、気圧高度計、ラジオなどの新しい航法装置等も装備されている。
Mi-14BT「ヘイズB」
機雷掃海型。機首下面に捜索レーダー、胴体にストレッキー追加、テイルブーム下面にドップラー・レーダーを2基装備。
Mi-14PS「ヘイズC」
捜索救難型。胴体左側に大型のスライドドア、引き込み式救難ホイスト、機首両側面にサーチライトを装備。
Mi-14PX
ポーランド海軍による捜索救難訓練型。Mi-14PLから1機改装されて運用された。後に対潜型に戻された。
Mi-14PZh
Mi-14BTから改装した消防型。
Mi-14PZh エルミネーター III
Mi-14BTから改装した消防型。
Mi-14GP
民間型。輸送機または旅客型。
Mi-14P
24人分の座席を装備した民間型。

## 使用国
（）内数字は導入した数。
 ブルガリア
- 海軍(7)

 キューバ
- 海軍(4)

 エチオピア
- 空軍(2)

 ジョージア
- 空軍(2)

 リビア
- 空軍(12)

 北朝鮮
- 空軍(10)

 ポーランド
- 海軍

Mi-14PŁの寿命延長を計画中。Mi-14PŁ/Rについて類似の類似のプロセスが確定された後に実施予定。Mi-14PŁ/Rのうち1機は、2018年現在、ウッチベースのWZL-1施設でその寿命延長作業を実施中で、9月に確定される予定。他のMi-14PŁ/Rも同様の手順を経る必要がある。
 シリア
- 海軍(11)

 ロシア
海軍
1996年に米国の圧力によりMi-14全機を退役させたが、2017年3月に3機のMi-14PSが復活すると報じられた。近い将来保管中のMi-14はエイスクの第570航空機修理工場に移され検査を受けるが、復元されたMi-14の胴体、ユニット、アセンブリのリソースが不足している場合、それらは運用に戻されず近代化されないという。
しかし3機のMi-14PSが非常事態省向けにアップグレードされるものの海軍のためにアップグレードされることはないとされ、同時に関連する資金はまだ配分されていないと報道されている。
 ウクライナ
- 海軍

コノトプ航空機修理工場アヴィアロンにおいて10機のMi-14PCH(Mi-14PL)が近代化予定。改修により8年または1,000飛行時間の寿命延長となる。アヴィアロンで修理された最初のMi-14PLは、黄35（シリアル番号78494）で、1993年の最後の飛行を経て以来保管されていたもの。2016年12月26日に作業が完了し、大規模なテストの後、アヴィアロンはこのタイプのヘリコプターの修理証明書を受領した。この同機は2017年3月16日に第10旅団に戻った。翌日、Mi-14PS 黄34（シリアル番号75099）の修理契約が締結された。これは2017年12月1日までに完了予定である。

### 以前の使用国
東ドイツ
- 海軍 - 第18海軍ヘリコプター航空団（ドイツ語版）に配備。

 ソビエト連邦
- 空軍
- 海軍

 ユーゴスラビア/ ユーゴスラビア
- 空軍

## 性能・主要諸元
- 主回転翼直径：21.29 m
- 全長：25.30 m
- 胴体長：18.20 m
- 全高：6.93 m
- 自重：8 t
- 最大離陸重量：14 t

Mi-14

- 発動機：イソトフ（現クリーモフ）TV3-117M ターボシャフト ×2
- 出力：2,200shp ×2
- 超過禁止速度：124kt (226km/h)
- 巡航速度：108kt (200km/h)
- 航続距離：612nm (1,133km)
- 実用上昇限度：4,500 m
- 乗員：4 名